# Schwendau
Schwendau è un comune austriaco di 1 682 abitanti nel distretto di Schwaz, in Tirolo.